# Infekční mononukleóza
Infekční mononukleóza (lidově polibková nemoc, nemoc z líbání či studentská nemoc, dříve žlázová horečka) je virové onemocnění způsobené virem Epsteina–Barrové (EBV). V případě obdobné nemoci způsobené jiným virem, zejména cytomegalovirem (CMV) nebo jinými herpetickými viry, se hovoří o syndromu infekční mononukleózy.
Nejčastěji se vyskytuje u dětí, přičemž v útlém věku bývá bezpříznaková, případná infekce v adolescenci bývá doprovázena vysokou horečkou, nateklými mízními uzlinami a slezinou, silnou bolestí v krku a extrémní únavou. Příznaky obvykle odezní po dvou až čtyřech týdnech, ale s nemocí spojená malátnost a především únava mohou přetrvávat několik měsíců, přičemž se po určité době hovoří o chronickém únavovém syndromu (ME/CFS). Nejvážnější komplikací s mononukleózou spojenou je kromě ME/CFS také vážné poranění sleziny, ke kterému dojde v méně než jednom procentu případů.
Nemoc se přenáší převážně slinami nebo kapénkami, v menší míře taky krví nebo sexuálním přenosem. Zpočátku nemoc vypadá jako angína či chřipka a je tak i často diagnostikována, až poté, co neúčinkují antibiotika, je pacient testován na přítomnost protilátek viru, zejména IgM, které infekci definitivně potvrdí. Inkubační doba je 4–⁠6 týdnů. Ve vyspělých zemích mononukleóza nejčastěji postihuje jedince ve věku 15 až 24 let. V rozvojových zemích jsou lidé častěji infikováni v raném dětství, kdy je příznaků méně. Až 95% dospělých jedinců má v těle paměťové IgG protilátky proti EBV, tudíž nemoc v nějaké formě už prodělali.
Po první infekci se reinfekce zpravidla nevyskytuje, může však dojít k reaktivaci obdobně jako u jiných herpetických virů. Reaktivace, při které jedinec virus šíří, se může vyskytnout roky po primární infekci a může být asymptomatická, při horším průběhu se vyskytují příznaky obdobné infekční mononukleóze. Mezi rizikové faktory, s kterými je reaktivace spojena, patří dlouhodobý stres, chemoterapie nebo jiná forma imunosuprese. Reaktivace EBV je jednou z možných patologií spojených s dlouhým covidem.

## Historie onemocnění
Typická symptomatologie infekční mononukleózy byla popsána až koncem 19. století. Známý ruský pediatr Nil Filatov popsal roku 1885 infekční proces, který nazval „idiopatická adenitida“ a který vykazoval příznaky odpovídající infekční mononukleóze. Nezávisle na něm popsal v roce 1889 podobné případy onemocnění vyskytujících se v rodinách německý balneolog a pediatr Emil Pfeiffer a zavedl pro ně termín Drüsenfieber („žlázová horečka“).
Termín „infekční mononukleóza“ použili v roce 1920 Thomas Peck Sprunt a Frank Alexander Evans v klasickém klinickém popisu onemocnění publikovaném v Bulletin of the Johns Hopkins Hospital, nazvaném „Mononukleární leukocytóza v reakci na akutní infekci (infekční mononukleóza)“. Laboratorní test na infekční mononukleózu vyvinuli roku 1931 profesor John Rodman Paul a Walls Willard Bunnell z Yaleské školy veřejného zdraví na základě jejich objevu heterofilních protilátek v séru osob s touto nemocí – Paul-Bunnellův test.
Virus Epstein-Barrové poprvé identifikovali v buňkách Burkittova lymfomu Michael Anthony Epstein a Yvonne Barrová na Bristolské univerzitě v roce 1964. Souvislost s infekční mononukleózou odhalili roku 1967 Werner a Gertrude Henleovi v Dětské nemocnici ve Filadelfii poté, co se virem nakazil laborant, který s virem pracoval. Při porovnání vzorků séra odebraných technikovi před a po propuknutí nemoci byly objeveny protilátky proti viru.
Alfred E. Evans, epidemiolog z Yaleské školy veřejného zdraví, testováním potvrdil, že mononukleóza se přenáší hlavně líbáním, proto se jí hovorově říká „nemoc z líbání“.

## Nákaza a příznaky
Přestože má v názvu slovo infekční, jde o nemoc málo nakažlivou. EBV má v sobě přibližně 95 % populace a záleží jen na okolnostech, zda propukne, nebo ne, či zda se jím nakazí někdo jiný. Mononukleóza se přenáší již zmíněnými slinami, k propuknutí onemocnění dále přispívá snížená obranyschopnost organismu, stres nebo totální nervové vyčerpání. Příznaky infekční mononukleózy jsou rozdílné podle věku, kdy k onemocnění došlo.

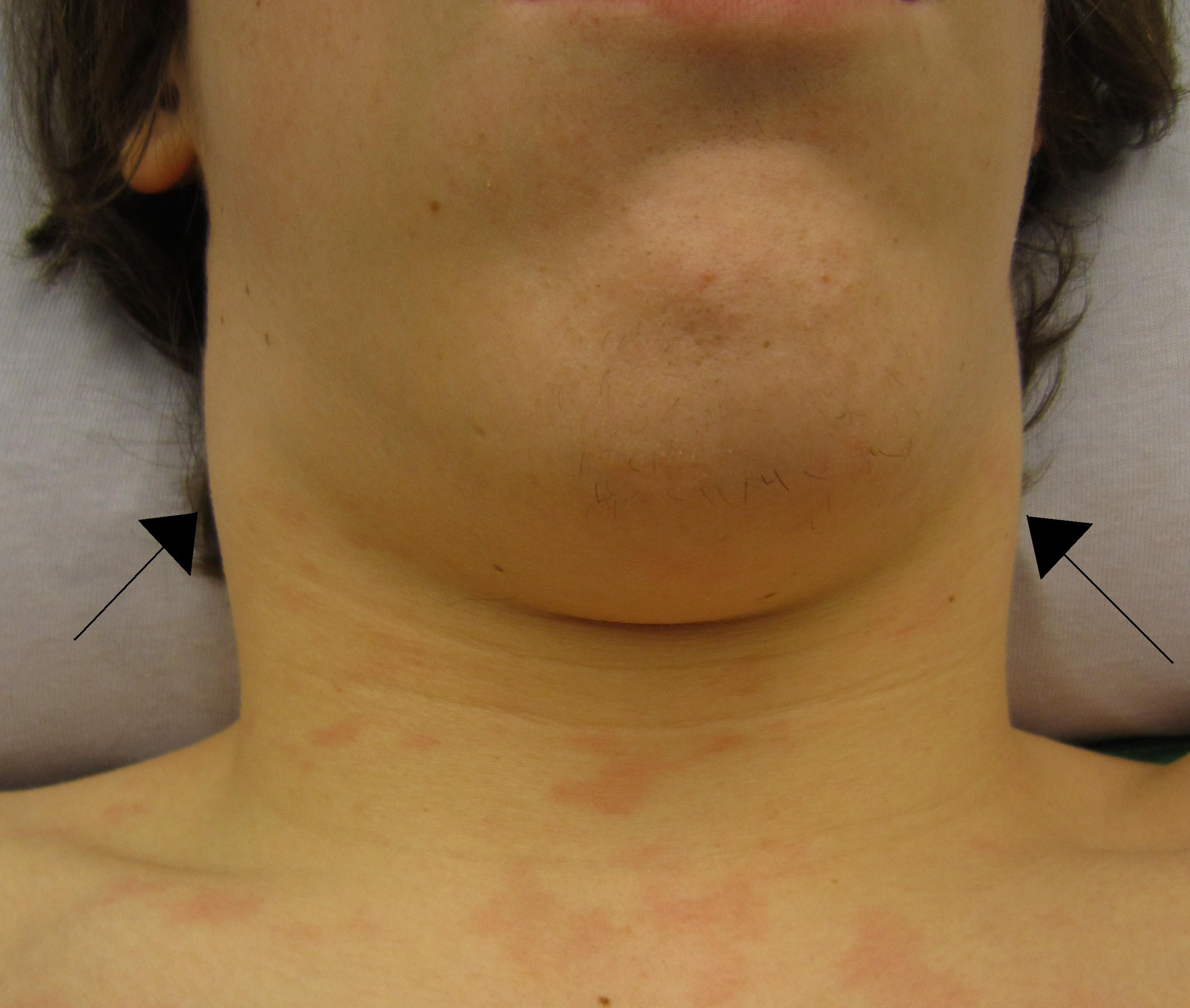
Zvětšení krčních lymfaticlých uzlin při infekční mononukleóze

### Děti
Před pubertou nemoc obvykle nevyvolává žádné příznaky, případně se mohou objevit příznaky podobné chřipce, mírná faryngitida nebo případně tonzilitida.

### Dospívající a mládež
Mezi typické příznaky patří počáteční celková únava, trvající až několik týdnů, zvýšená teplota až horečky (běžně kolem 39 °C), zánět nosohltanu a zvětšení uzlin (podčelistních a krčních). Příznaky nejčastěji vymizí asi po 2–4 týdnech. Únava a celkový pocit nevolnosti (malátnost) však mohou někdy trvat měsíce. Asi ve 28 % případů únava trvá déle než jeden měsíc. Mírná horečka, zvětšené krční uzliny a bolesti těla mohou také přetrvávat déle než 4 týdny. Většina lidí je schopna obnovit své obvyklé aktivity během 2–3 měsíců.

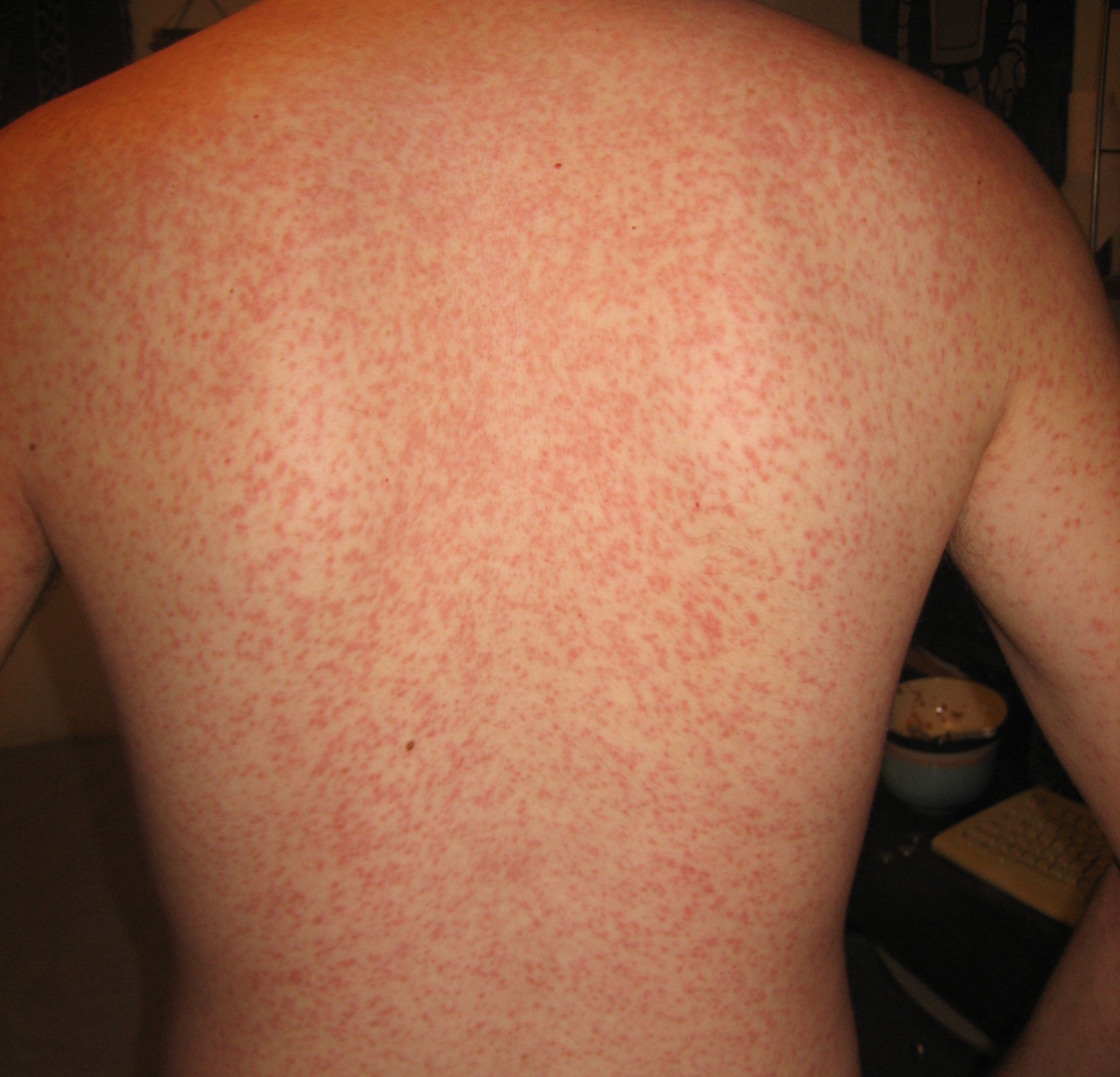
Vyrážka při léčbě penicilínovými antibiotiky u infekční mononukleózy

Téměř u všech nemocných, kteří byli léčeni amoxicilinem nebo ampicilinem, se vyvine generalizovaná, svědivá makulopapulární vyrážka. Neznamená to ale, že jedinec bude mít v budoucnu nežádoucí reakci na penicilin.

#### Komplikace
Zvětšení sleziny je běžné ve druhém a třetím týdnu, i když to nemusí být při fyzikálním vyšetření patrné. Může také dojít ke zvětšení jater. Někdy může onemocnění způsobené EBV přetrvávat a vyústit v chronickou infekci.

### Starší dospělí
Infekční mononukleóza postihuje především mladší dospělé. Starších pacienti mají méně často charakteristické příznaky, jako bolest v krku a lymfadenopatie. Místo toho mohou primárně pociťovat únavu a bolesti těla, malátnost a dlouhotrvající horečku. Častěji u nich dochází ke zvětšení jater a rozvoji žloutenky. Lidé starší 40 let mají větší pravděpodobnost, že se u nich rozvine vážné onemocnění.

## Inkubační doba
Přesná doba od nakažení do vypuknutí příznaků není jasná. Z přehledu literatury se odhaduje na 33–49 dní. Předpokládá se, že u dospívajících a mládeže se symptomy objeví přibližně 4–6 týdnů po počáteční infekci. Nástup je často pozvolný, ale může být i náhlý. Hlavním příznakům může předcházet období únavy, nevolnosti a bolesti těla trvající 1–2 týdny.

## Původce

### Virus Epstein-Barrové
Asi 90 % případů infekční mononukleózy je způsobeno virem Epstein–Barrové, členem rodiny DNA virů Herpesviridae. Asi 95 % populace bylo vystaveno tomuto viru do 40 let věku, ale pouze 15–20 % teenagerů a asi 40 % exponovaných dospělých se skutečně nakazí.
Pacient získává po onemocnění doživotní imunitu vůči této nemoci (to znamená, že onemocnět může člověk jen jednou za život určitým typem mononukleózy). Avšak někdy je možné dostat ji znovu, pokud bude oslabena imunita.

### Cytomegalovirus
Asi 5–7 % případů syndromu infekční mononukleózy je způsobeno lidským cytomegalovirem (CMV), dalším typem herpetického viru. Virus se nachází v tělesných tekutinách – ve slinách, moči, krvi a slzách. Člověk se nakazí přímým kontaktem s infikovanými tělesnými tekutinami. Cytomegalovirus se nejčastěji přenáší líbáním a pohlavním stykem. Může se také přenést z infikované matky na její nenarozené dítě. Tento virus je často „tichý“, protože infikovaná osoba žádné příznaky necítí. Může však způsobit život ohrožující onemocnění u kojenců, lidí s HIV, příjemců transplantátu a pacientů s oslabeným imunitním systémem. U lidí se sníženou imunitou může cytomegalovirus způsobit závažnější onemocnění, jako je zápal plic a záněty sítnice, jícnu, jater, tlustého střeva a mozku . Přibližně 90 % lidské populace se infikovalo cytomegalovirem v době do dosažení dospělosti, ale většina lidí o infekci neví. Jakmile se člověk nakazí cytomegalovirem, virus zůstane v jeho tělesných tekutinách po celý život.

## Patofyziologie
EBV se do organismu dostává ústy a vniká do buněk sliznice nosohltanu, slinných žláz a lymfatické tkáně mandlí. Pomnoží se a krví se roznese do celého těla. V lymfatické tkáni virus napadá hlavně B-lymfocyty, které se začnou chovat jako cizí organismus a tělo zahájí protiútok. Buňky zvané T-lymfocyty mají schopnost takto zdegenerované buňky ničit a onemocnění potlačit. Podstatou onemocnění mononukleózou je obranná reakce organismu, kdy jedna složka (T-lymfocyty) musí vyvinout takovou aktivitu, aby zabránila množení se a nesprávné funkci složky druhé (B-lymfocyty). V důsledku toho vznikají zvětšené, atypické lymfocyty (Downeyho buňky). V celku dochází k narušení rovnováhy mezi jednotlivými složkami imunitního systému.
Malá část napadených B lymfocytů přežívá i po odeznění infekce a stává se rezervoárem doživotního přetrvávání viru v organizmu. Po různých podnětech může docházet k jeho reaktivaci, která je obvykle bezpříznaková, ale jedinec se stává krátkodobým zdrojem infekce pro své okolí.

## Diagnostika
Lze ji provést jednak z typického klinického obrazu, nálezu v krevním obraze, ale dnes se používá hlavně sérologické vyšetření a stanovení protilátek proti jednotlivým antigenům: proti kapsidovému antigenu VCA IgM a IgG a proti nukleárnímu antigenu anti EBNA IgM a IgG. Změny v krevním obraze jsou vyvolány působením viru na B-lymfocyty a objevují se obvykle až ve 2. a 3. týdnu onemocnění. Pro diagnostiku je již mnoho let využíván také průkaz heterofilních protilátek (Paul-Bunnelova reakce, Erisconův test). Mohou být pozitivní od začátku nebo až v průběhu onemocnění. Nelze je však využít pro diagnostiku u malých dětí do 5 let. U CMV mononukleózy jsou heterofilní protilátky vždy negativní a diagnostika je možná jen průkazem specifických protilátek CMV IgM.

## Diferenciální diagnóza[7]
Asi 10 % lidí s klinickým obrazem infekční mononukleózy nemá akutní infekci virem Epstein-Barrové. Diferenciální diagnóza akutní infekční mononukleózy musí brát v úvahu následující onemocnění.

### Streptokoková angína
Bolest v krku, horečka a zvětšení krčních uzlin jsou obrazem streptokokové angíny. Nález tohoto mikroba v krku ale neznamená, že nemocný nemá infekční mononukleózu.

### Infekční žloutenka typu B
Podezření na ni vzniká, když jsou velmi vysoké hodnoty jaterních testů a rozvinutá žloutenka (žluté zbarvení kůže způsobené uvolněnými žlučovými barvivy).

### Rubeola
K ní může směřovat podezření, když se objeví červený výsev na kůži po podaní penicilínových antibiotik.

### Infekce virem HIV
Akutní infekce HIV může napodobovat příznaky podobné infekční mononukleóze.

## Léčba
U malých dětí onemocnění proběhne často bez příznaků nebo jen s lehkým průběhem, takže pacient dochází pouze na infekční oddělení. U vážnějšího průběhu (neklesající horečka, větší zánět jater atd.) dochází k hospitalizaci. Specifický lék na infekční mononukleózu neexistuje. Ke snižování horečky se používají různá antipyretika. V případě výrazné obstrukce dýchacích cest se krátkodobě podávají kortikoidy. Antibiotika jsou indikována pouze při prokázané nebo suspektní bakteriální superinfekci. Nejdůležitější pro zdárné uzdravení je klid a dieta. Dieta je vhodná šetřící bez přepalovaných tuků a alkoholu. Léčba trvá přibližně 6 měsíců, první měsíc musí být pacient doma, poté držet dietu několik měsíců (minimálně 2–⁠3) a po vyléčení se ještě nějaký čas fyzicky šetřit. Vždy ale záleží na výsledcích testů a celkovém zdravotním stavu pacienta, takže některá období se mohou zkrátit nebo prodloužit.

## Prognóza
Hlavně u těžkého průběhu a u dospělých osob může docházet ke komplikacím. Závažné komplikace nejsou časté a vyskytují se v méně než 5 % případů:
- ucpání horních cest dýchacích,
- obtížné polykání,
- zápal plic,
- zánět srdečního svalu,
- zánět mozkových blan,
- oslabení imunity,
- onemocnění jater, žloutenka,
- streptokoková angína,
- vzácná komplikace: protržení sleziny.

U jednotek procent nemocných se hluboká únava a malátnost nezlepší v horizontu měsíců a mluví se o chronickém únavovém syndromu.

## Rekonvalescence
Změny krevního obrazu a jaterní testy se normalizují do 2–⁠3 měsíců. Trvalé poškození jater se u léčených pacientů nevyskytuje. Několik týdnů přetrvává potlačení obranyschopnosti organismu proti infekcím. Důsledkem je zvýšená vnímavost vůči nejrůznějším nákazám. Rekonvalescent by se měl vyhnout možnosti se nakazit nebo prochladnout, dále by se neměl fyzicky zatěžovat. Fyzická zátěž by se měla zvyšovat postupně. Vrcholovým sportovcům se povolují plné tréninky až 3 měsíce po normalizaci laboratorních testů. Jaterní dietu je nutno dodržovat 3–⁠6 měsíců (dle hodnot jaterních testů). Nutné jsou pravidelné kontroly na infekčním oddělení. Nedodržením doporučeného režimu se pacient vystavuje riziku znovupropuknutí onemocnění s mnohem vážnějším průběhem.